# John Turturro
John Michael Turturro (New York, 28 febbraio 1957) è un attore, regista e sceneggiatore statunitense con cittadinanza italiana.

## Biografia
Turturro nasce a Brooklyn, borough di New York, il 28 febbraio del 1957, figlio di Nicholas Turturro (nato Nicola Turturro), un carpentiere italiano originario di Giovinazzo (BA), giunto negli Stati Uniti con la famiglia all'età di sei anni, e di Katherine Florence Incerella, una cantante jazz statunitense, figlia a sua volta di immigrati italiani originari di Aragona (AG). Ha due fratelli, Nicholas, anch'egli attore, e Ralph, che vive in una casa di cura per disturbi psichiatrici. È inoltre cugino, da parte di padre, dell'attrice Aida Turturro, nota per avere interpretato Janice Soprano nella serie televisiva I Soprano. Turturro è sposato con l'attrice Katherine Borowitz dalla quale ha avuto due figli: Amedeo (nato nel 1990) e Diego (nato nel 2000).
Cresciuto a Rosedale, un quartiere del Queens (New York), dopo aver conseguito il Master of Fine Arts presso la Yale School of Drama, prese parte in qualità di comparsa nel film Toro scatenato di Martin Scorsese (1980). Nel 1986 torna a lavorare per Scorsese, questa volta nelle vesti di attore (Julian) nel film Il colore dei soldi. Nel 1988 partecipa alla miniserie televisiva Mamma Lucia con Sophia Loren. Spike Lee apprezza moltissimo l'interpretazione di Turturro in Dentro la grande mela (1987) e lo sceglie per Fa' la cosa giusta: è la prima di una lunga serie di partecipazioni di John Turturro come attore nei film del regista afroamericano. Negli oltre 70 film in cui ha recitato, Turturro ha mostrato tutto il suo istrionismo e la sua versatilità, sia come personaggio secondario sia come protagonista, lavorando con registi del calibro di Martin Scorsese, Spike Lee, Joel ed Ethan Coen, Woody Allen, Michael Bay, Francesco Rosi e Michael Cimino, e interpretando personaggi diversissimi tra di loro, alcuni dei quali memorabili.
Nel 2010 giunge in Italia e partecipa alla Mostra internazionale d'arte cinematografica di Venezia con il suo documentario musicale Passione che omaggia la musica napoletana e la città di Napoli, definendola uno dei posti del suo cuore. Nel 2011 ottiene la cittadinanza italiana. Nel 2018 cura per la prima volta la regia di un'opera lirica scegliendo Rigoletto al Teatro Massimo di Palermo. Nel 2019 è protagonista della serie Il nome della rosa, in onda su Rai 1, nel ruolo di Guglielmo da Baskerville. Nel 2021 ottiene il ruolo del famigerato boss mafioso Carmine Falcone nel film The Batman, diretto da Matt Reeves, uscito nelle sale il 3 marzo 2022.

## Filmografia

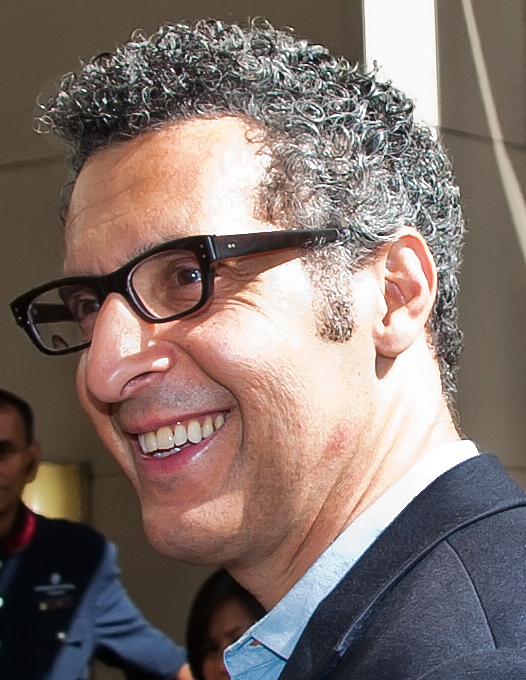
John Turturro al Tribeca Film Festival 2010

### Attore

#### Cinema
- Toro scatenato (Raging Bull), regia di Martin Scorsese (1980) - non accreditato
- Cercasi Susan disperatamente (Desperately Seeking Susan), regia di Susan Seidelman (1985)
- Vivere e morire a Los Angeles (To Live and Die in L.A.), regia di William Friedkin (1985)
- Gung Ho, regia di Ron Howard (1986)
- Il colore dei soldi (The Color of Money), regia di Martin Scorsese (1986)
- Hannah e le sue sorelle (Hannah and Her Sisters), regia di Woody Allen (1986)
- Un poliziotto fuori di testa (Off Beat), regia di Michael Dinner (1986)
- Dentro la grande mela (Five Corners), regia di Tony Bill (1987)
- Il siciliano (The Sicilian), regia di Michael Cimino (1987)
- Fa' la cosa giusta (Do the Right Thing), regia di Spike Lee (1989)
- Ore contate (Catchfire), regia di Dennis Hopper (1989)
- Crocevia della morte (Miller's Crossing), regia di Joel ed Ethan Coen (1990)
- Mo' Better Blues, regia di Spike Lee (1990)
- Stato di grazia (State of Grace), regia di Phil Joanou (1990)
- Uomini d'onore (Men of Respect), regia di William C. Reilly (1990)
- Barton Fink - È successo a Hollywood (Barton Fink), regia di Joel ed Ethan Coen (1991)
- Jungle Fever, regia di Spike Lee (1991)
- Mac, regia di John Turturro (1992)
- Gli sgangheroni (Brain Donors), regia di Dennis Dugan (1992)
- Alla ricerca di Jimmy (The Search for One-eye Jimmy), regia di Sam Henry Kass (1993)
- Le cinque vite di Hector (Being Human), regia di Bill Forsyth (1993)
- Fearless - Senza paura (Fearless), regia di Peter Weir (1994)
- Quiz Show, regia di Robert Redford (1994)
- Clockers, regia di Spike Lee (1995)
- Eroi di tutti i giorni (Unstrung Heroes), regia di Diane Keaton (1995)
- Box of Moonlight, regia di Tom DiCillo (1996)
- Cerca e distruggi (Search and Destroy), regia di David Salle (1996)
- Girl 6 - Sesso in linea (Girl 6), regia di Spike Lee (1996)
- La grazia nel cuore (Grace of My Heart), regia di Allison Anders (1996)
- La tregua, regia di Francesco Rosi (1997)
- La legge della violenza nel Bronx, regia di William DeVizia (1997)
- Illuminata, regia di John Turturro (1998)
- Animals (Animals with the Tollkeeper), regia di Michael Di Jiacomo (1998)
- He Got Game, regia di Spike Lee (1998)
- Il giocatore - Rounders (Rounders), regia di John Dahl (1998)
- Il grande Lebowski (The Big Lebowski), regia di Joel ed Ethan Coen (1998)
- Il prezzo della libertà (Cradle Will Rock), regia di Tim Robbins (1999)
- The Man Who Cried - L'uomo che pianse (The Man Who Cried), regia di Sally Potter (1999)
- Una spia per caso (Company Man), regia di Peter Askin e Douglas McGrath (2000)
- Fratello, dove sei? (O Brother, Where Art Thou?), regia di Joel ed Ethan Coen (2000)
- La partita - La difesa di Lužin (The Luzhin Defence), regia di Marleen Gorris (2000)
- Duemila e nessuno (Two Thousand and None), regia di Arto Paragamian (2000)
- Tredici variazioni sul tema (Thirteen Conversations About One Thing), regia di Jill Sprecher (2001)
- Danni collaterali (Collateral Damage), regia di Andrew Davis (2002)
- Mr. Deeds, regia di Steven Brill (2002)
- Fear X, regia di Nicolas Winding Refn (2003)
- Terapia d'urto (Anger Management), regia di Peter Segal (2003)
- Lei mi odia (She Hate Me), regia di Spike Lee (2004)
- Secret Window, regia di David Koepp (2004)
- Romance & Cigarettes, regia di John Turturro (2005)
- The Good Shepherd - L'ombra del potere (The Good Shepherd), regia di Robert De Niro (2006)
- Alcuni giorni in settembre (Quelques Jours en Septembre), regia di Santiago Amigorena (2006)
- Il matrimonio di mia sorella (Margot at the Wedding), regia di Noah Baumbach (2007)
- Slipstream - Nella mente oscura di H. (Slipstream), regia di Anthony Hopkins (2007)
- Transformers, regia di Michael Bay (2007)
- Miracolo a Sant'Anna (Miracle at St. Anna), regia di Spike Lee (2008)
- Disastro a Hollywood (What Just Happened?), regia di Barry Levinson (2008)
- Zohan - Tutte le donne vengono al pettine (You Don't Mess with the Zohan), regia di Dennis Dugan (2008)
- Prove per una tragedia siciliana (Rehearsal for a Sicilian Tragedy), regia di Roman Paska (2009)
- Pelham 123 - Ostaggi in metropolitana (The Taking of Pelham 123), regia di Tony Scott (2009)
- Transformers - La vendetta del caduto, regia di Michael Bay (2009)
- Mission Nine Eleven, regia di Santiago Amigorena (2009)
- Passione, regia di John Turturro (2010)
- Lo schiaccianoci (The Nutcracker in 3D), regia di Andrej Končalovskij (2010)
- Transformers 3 (Transformers: Dark of the Moon), regia di Michael Bay (2011)
- Somewhere Tonight, regia di Michael Di Jiacomo (2012)
- Gigolò per caso (Fading Gigolo), regia di John Turturro (2013)
- God's Pocket, regia di John Slattery (2014)
- Exodus - Dei e re (Exodus: Gods and Kings), regia di Ridley Scott (2014)
- Rio, eu te amo, registi vari (2014)
- Mia madre, regia di Nanni Moretti (2015)
- Tempo instabile con probabili schiarite, regia di Marco Pontecorvo (2015)
- The Ridiculous 6, regia di Frank Coraci (2015)
- Hands of Stone, regia di Jonathan Jakubowicz (2016)
- Landline, regia di Gillian Robespierre (2017)
- Transformers - L'ultimo cavaliere (Transformers: The Last Knight), regia di Michael Bay (2017)
- Gloria Bell, regia di Sebastián Lelio (2018)
- Jesus Rolls - Quintana è tornato! (The Jesus Rolls), regia di John Turturro (2019)
- The Batman, regia di Matt Reeves (2022)
- La stanza accanto (The Room Next Door), regia di Pedro Almodóvar (2024)

#### Televisione
- Miami Vice – serie TV, episodio 1x17 (1984)
- Mamma Lucia (The Fortunate Pilgrim), regia di Stuart Cooper – miniserie TV (1988)
- Sugartime, regia di John N. Smith – film TV (1995)
- The Beats - L'urlo ribelle (The Source) – documentario TV (1999)
- Detective Monk (Monk) – serie TV, 3 episodi (2004-2008)
- The Night Of - Cos'è successo quella notte? (The Night Of) – miniserie TV (2016)
- Il nome della rosa (The Name of the Rose), regia di Giacomo Battiato – miniserie TV (2019)
- Il complotto contro l'America (The Plot Against America) – miniserie TV (2020)
- Scissione (Severance) – serie TV, 9 puntate (2022)
- Mr. & Mrs. Smith – serie TV, episodio 1x02 (2024)

### Doppiatore
- S.O.S. Summer of Sam - Panico a New York (Summer of Sam), regia di Spike Lee (1999)
- Monkeybone, regia di Henry Selick (2001)
- Opopomoz, regia di Enzo D'Alò (2003)
- Cars 2, regia di Brad Lewis e John Lasseter (2011)
- Prosciutto e uova verdi (Green Eggs and Ham) – serie animata, 6 episodi (2019)
- Pinocchio, regia di Guillermo del Toro (2022)

### Regista

#### Cinema
- Mac (1992)
- Illuminata (1998)
- Romance & Cigarettes (2005)
- Passione (2010)
- Gigolò per caso (Fading Gigolo) (2013)
- Quando não há Mais Amor, episodio di Rio, eu te amo (2014)
- Jesus Rolls - Quintana è tornato! (The Jesus Rolls) (2019)

#### Lirica
- Rigoletto di Giuseppe Verdi (2018)

### Sceneggiatore
- Mac, regia di John Turturro (1992)
- Illuminata, regia di John Turturro (1998)
- Romance & Cigarettes, regia di John Turturro (2005)
- Prove per una tragedia siciliana, regia di Roman Paska (2010)
- Gigolò per caso (Fading Gigolo), regia di John Turturro (2013)
- Quando não há Mais Amor, episodio di Rio, eu te amo (2014)
- Il nome della rosa (The Name of the Rose), regia di Giacomo Battiato – miniserie TV (2019)

## Riconoscimenti
- Golden Globe
  - 1995 – Candidatura per il miglior attore non protagonista per Quiz Show
  - 2017 – Candidatura per il miglior attore in una mini-serie o film per la televisione per The Night Of - Cos'è successo quella notte

- Premio Emmy[15]
  - 2004 – Migliore attore ospite in una serie comica o commedia per Detective Monk
  - 2017 – Candidatura per il miglior attore protagonista in una miniserie o film per The Night Of – Cos'è successo quella notte
  - 2022 – Candidatura per il miglior attore non protagonista in una serie drammatica per Scissione

## Doppiatori italiani
Nelle versioni in italiano delle opere in cui ha recitato, John Turturro è stato doppiato da:
- Pasquale Anselmo in Box of Moonlight, Grace of My Heart - La grazia nel cuore, Il giocatore - Rounders, Il grande Lebowski, The Man Who Cried - L'uomo che pianse, Una spia per caso, The Good Shepherd - L'ombra del potere, Il matrimonio di mia sorella, Disastro a Hollywood, God's Pocket, The Ridiculous 6, The Night Of - Cos'è successo quella notte?, Gloria Bell, Jesus Rolls - Quintana è tornato!, Il complotto contro l'America, Scissione, La stanza accanto, Mr. & Mrs. Smith
- Angelo Maggi in Clockers, Il prezzo della libertà, Fratello, dove sei?, Tredici variazioni sul tema, Transformers, Miracolo a Sant'Anna, Transformers - La vendetta del caduto, Transformers 3, Gigolò per caso, Transformers - L'ultimo cavaliere, Il nome della rosa, The Batman
- Massimo Lodolo in Barton Fink - È successo a Hollywood, Mr. Deeds, Secret Window, Zohan - Tutte le donne vengono al pettine, Lo schiaccianoci in 3D
- Antonio Sanna in Mo' Better Blues, Quiz Show, Illuminata, Danni collaterali, Pelham 123 - Ostaggi in metropolitana
- Roberto Pedicini ne La tregua, L'uomo di Talbot, Terapia d'urto, Qualche giorno a settembre
- Tonino Accolla ne Gli sgangheroni, Eroi di tutti i giorni, Girl 6 - Sesso in linea
- Luca Dal Fabbro in Vivere e morire a Los Angeles, Crocevia della morte
- Mauro Gravina in Un poliziotto fuori di testa, Jungle Fever
- Massimo Rinaldi in Fa' la cosa giusta, Fearless - Senza paura
- Marco Mete in Uomini d'onore, Exodus - Dei e re
- Nino Prester in Mac, Lei mi odia
- Mino Caprio in Dentro la grande mela, Monk
- Massimo Venturiello in Cercasi Susan disperatamente
- Carlo Cosolo in Gung Ho
- Mario Cordova in Miami Vice
- Gaetano Varcasia ne Il colore dei soldi
- Carlo Valli in Hannah e le sue sorelle
- Giorgio Lopez in Campbell's Soup
- Teo Bellia ne Il siciliano
- Sandro Acerbo in Mamma Lucia
- Claudio De Angelis in Ore contate
- Massimo Corvo in Stato di grazia
- Gianni Bersanetti ne Le cinque vite di Hector
- Sergio Di Giulio in Sugartime
- Paolo Buglioni in Cerca e distruggi
- Roberto Stocchi in La legge della violenza di Bronx
- Francesco Pannofino in Animals
- Danilo De Girolamo in He Got Game
- Roberto Draghetti in La partita - La difesa di Lužin
- Luca Biagini in Duemila e nessuno
- Ambrogio Colombo in Fear X
- Rodolfo Bianchi in Romance & Cigarettes
- Michele Di Mauro in Slipstream - Nella mente oscura di H.

Da doppiatore è sostituito da:
- Pasquale Anselmo in Prosciutto e uova verdi, Pinocchio di Guillermo del Toro
- Vittorio Di Prima in S.O.S. Summer of Sam - Panico a New York
- Fabrizio Vidale in Monkeybone
- Franco Zucca in Transformers - La vendetta del caduto (voce di Jetfire)
- Alessandro Siani in Cars 2